# 小行星6339
小行星6339（6339 Giliberti）是一颗绕太阳运转的小行星，为主小行星带小行星。该小行星于1993年9月发现。

## 轨道参数
小行星6339的轨道半长轴为2.3750109 UA，离心率为0.209。